# Геофизическая служба РАН
Федеральный исследовательский центр «Единая геофизическая служба Российской академии наук» (ФИЦ ЕГС РАН) — федеральное государственное бюджетное учреждение науки. Служба была образована в 2016 году в результате объединения Геофизической службы РАН (ГС РАН) и Геофизической службы Сибирского отделения РАН (ГС СО РАН).

## История
Датой основания считается 31 мая 1994 года, когда по инициативе вице-президента РАН академика Н. П. Лаверова была создана Геофизическая служба РАН на базе Опытно-методической экспедиции Института физики Земли им. О. Ю. Шмидта РАН.

## Основные направления деятельности
Фундаментальные исследования и прикладные разработки в области сейсмологии и геофизики, а также проведение непрерывного сейсмического мониторинга Российской Федерации, предупреждение о цунами на Дальнем Востоке, мониторинг вулканической активности на Камчатке и мониторинг медленных геодинамических процессов в земной коре и деформаций земной поверхности.
ФИЦ ЕГС РАН имеет широкие связи со многими научными организациями геофизического профиля в России и за рубежом. Ее научные продукты — каталоги, бюллетени, волновые формы, методики сбора, обработки и анализа сейсмологических данных — широко востребованы и служат фундаментом для многих направлений исследований в области наук о Земле.

## Структура
В составе организации функционируют Главный сейсмологический центр в г. Обнинск (Калужская обл.) и 11 региональных филиалов, расположенных во всех сейсмоопасных регионах РФ, обеспечивая представительный сбор данных обо всех сейсмических явлениях с магнитудой более 3.0 и оперативное оповещение органов исполнительной власти и МЧС о произошедших сильных землетрясениях и их последствиях. Также станции ФИЦ ЕГС РАН являются частью Международной системы мониторинга, созданной для контроля исполнения Договора о всеобъемлющем запрещении ядерных испытаний (ДВЗЯИ). Геофизическая служба России имеет 340 сейсмологических станций.